# تریس هایتس (واشینگتن)
تریس هایتس (به انگلیسی: Terrace Heights) یک منطقهٔ مسکونی در ایالات متحده آمریکا است که در شهرستان یاکیما، واشینگتن واقع شده‌است. تریس هایتس ۲۱٫۲ کیلومتر مربع مساحت و ۶٬۹۳۷ نفر جمعیت دارد و ۳۶۵ متر بالاتر از سطح دریا واقع شده‌است.